# Jugoslavenska zastava (dnevni list, Osijek)
Jugoslavenska zastava je bila hrvatski dnevnik iz Osijeka. Ove novine su počele izlaziti 1931., a prestale su izlaziti u travnju 1941.
Uređivali su ih Slavko Diklić, Stanislav Defar, Radomir Vojnović i Simo Perić.